# 夫よ、死んでくれないか
『夫よ、死んでくれないか』（おっとよ しんでくれないか）は、丸山正樹による日本の小説。
2025年4月から6月まで、テレビ東京にてテレビドラマが放送された。

## 書誌情報
- 丸山正樹『夫よ、死んでくれないか』
  - 単行本：2023年10月18日発売、双葉社、ISBN 978-4-575-24685-8[書誌 1]
  - 文庫本：2025年3月12日発売、双葉文庫、ISBN 978-4-575-52831-2[書誌 2]

## 漫画
2025年3月31日よりKoiYui（双葉社）にてコミカライズが連載。作画は小萩紀歩。同5月19日に単行本発売。
- 原作 :丸山正樹 / 漫画：小萩紀歩『夫よ、死んでくれないか』2025年5月19日発売、双葉社、ISBN 978-4-575-44083-6[書誌 3]

## テレビドラマ
2025年4月7日から6月23日までテレビ東京系「ドラマプレミア23」枠で放送された。安達祐実、相武紗季、磯山さやかのトリプル主演作。

### キャスト

#### 主要人物
甲本麻矢（こうもと まや）
演 - 安達祐実（幼少期：沢田優乃）
大手デベロッパー「熊部エステート」勤務。璃子と友里香とは大学時代の同級生。
加賀美璃子（かがみ りこ）
演 - 相武紗季
フリーライター。夫の異常すぎる偏愛に耐えられず、離婚を考えている。麻矢と友里香とは大学時代の同級生。
榊友里香（さかき ゆりか）
演 - 磯山さやか
専業主婦。夫のモラハラに苦しみながらも、「理想の家庭」に縛られる。ある日、夫に責め立てられて突き飛ばしてしまい、頭部を強打した夫は記憶を失くしてしまう。麻矢と璃子とは大学時代の同級生。

#### 麻矢の関係者
甲本光博（こうもと みつひろ）
演 - 竹財輝之助
麻矢の夫で、IT企業勤務。家ではゲームばかりしている。ある日、麻矢から浮気を疑われて責め立てられ、突然失踪してしまう。
千田慎一（せんだ しんいち）
演 - 久保田悠来
麻矢と行きつけのバー「FREEDOM」で出会う男。
立花瑤子（たちばな ようこ）
演 - 遊井亮子
「熊部エステート」課長。麻矢の上司。
鳥居香奈（とりい かな）
演 - 松浦りょう
「熊部エステート」社員。麻矢を慕っている後輩。
薗部康明（そのべ やすあき）
演 - 吉岡睦雄（幼少期：阪口麟太郎）
麻矢の兄。実家に引きこもっている。
保坂和人
演 - ラブ守永
「熊部エステート」の麻矢と立花の上司。

#### 璃子の関係者
加賀美弘毅（かがみ ひろき）
演 - 高橋光臣
璃子の夫で、外資系コンサル勤務。妻のすべてを把握していないと気が済まない束縛夫。
鴨下亮介（かもしだ りょうすけ）
演 - 清水尚弥（第3話 - ）
若手医師。璃子の不倫相手。

#### 友里香の関係者
榊哲也（さかき てつや）
演 - 塚本高史
友里香の夫で、電機メーカー勤務。婚前は頼りになる優しい男だったが、結婚を機にモラハラ男の本性を現す。ある夜、友里香と言い争いになり、転倒して頭をぶつけたことで逆行性健忘症になる。
榊結菜
演 - 日下莉帆
友里香と哲也の娘。
映美（えみ）
演 - 新山千春
友里香の憧れのママ友。

#### 周辺人物
志村功（しむら いさお）
演 - 柳憂怜（第2話 - ）
警視庁梶原警察署 刑事。甲本光博失踪事件を担当する。
吉岡創
演 - 森優作（第2話 - ）
警視庁梶原警察署 刑事。

#### ゲスト
第1話
- 薗部寿美子（麻矢の母） - 藤真由美（第8話）
- 石井（麻矢の同僚） - 新井秀幸
- 薗部兼人（麻矢の父） - 宮崎真一
- 友里香のママ友 - ゆう（第2話・第3話・最終話）、相馬有紀実（第2話・第3話・最終話）
- 璃子に仕事を頼む編集者 - 木立雄大（声の出演）
- カワダ（光博が勤める「ニットウソリューション」の上司） - 清水修平（声の出演、第3話）
- キャスター - 倉野麻里（テレ東アナウンサー）

第2話
- 吉川恵子 - 松下由樹（特別出演、第8話）
- 森山拓人 - 野村康太（写真出演）
- 甲本和枝（光博の母） - なかじままり（第5話・第6話）
- 甲本早希（光博の妹） - 桜木梨奈（第5話・第6話）
- 映美の娘 - 棚橋乃望（第3話・第6話・第11話）
- 女性（麻矢が想像する光博の不倫相手） - 星空もあ
- 谷茉衣子

第3話
- インタビュアー - 松浦京佳（第9話）
- 取引先社員 - 山﨑秀樹

第4話
- 高木有斗（転職エージェント「グローバル・ハイ・アソシエイツ」社員） - 真田幹也（第5話 - 第7話）

第5話
- 医師（璃子に妊娠を告げる医師） - 並木大輔
- 面接官（麻矢をヘッドハントした会社の面接官） - 真下玲奈
- 大竹散歩道

第6話
- 医師（加賀美夫妻に夫の方に問題があり妊娠は不可能と告げる医師） - 小川ガオ（第9話）
- 村井孝光
- 伊藤玲央（声の出演）

第7話
- 男性（麻矢を襲おうとする男たち） - 池田良（第4話 - 第6話・第10話・第11話）、イワゴウサトシ（第6話・第10話）
- サークル部員 - 新井秀平、山田英彦

第8話
- おでん「丸多」店主 - 外波山文明
- おでん「丸多」店員 - 萩原康雄
- 上地由真
- 町田樹音
- 大浦理美恵

第9話
- ティッシュ配り - 関口アナン（第8話）
- 飲食店スタッフ - 佐藤タダヤス

第10話
- 友里香の母 - 梅（最終話）
- カキハラ（警視庁梶原警察署生活安全課 刑事） - 柾賢志
- 産科医師（璃子の主治医） - 本橋佳代子

第11話
- 弁護士 - 酒井康行

最終話
- 居酒屋店員 - さとうもか
- 麻矢の近所の主婦 - 広瀬蒼、江藤あや、有希九美、澤真希
- アナウンサー - 水原恵理（テレ東アナウンサー）
- 三上剛
- 前田一世

### スタッフ
- 原作 - 丸山正樹『夫よ、死んでくれないか』（双葉社）[1]
- 脚本 - 的場友見[1]
- 監督 - 佐藤竜憲、進藤丈広、柿原利幸[1]
- 音楽 - 青木沙也果[1]
- オープニングテーマ - Lenny code fiction「SUGAR」（Ki/oon Music） [38]
- エンディングテーマ - さとうもか「愛は罠」（Warner Music Japan / Atlantic Japan） [39]
- チーフプロデューサー - 山鹿達也（テレビ東京）[1]
- プロデューサー - 都筑真悠子（テレビ東京）、東田陽介[1]
- 制作 - テレビ東京、テレパック[1]
- 製作著作 - 「夫よ、死んでくれないか」製作委員会[1]

### 放送日程
| 各話   | 放送日  | サブタイトル           | 監督     |
| ------ | ------- | ---------------------- | -------- |
| 第1話  | 4月07日 | 私、夫を殺しちゃった…! | 佐藤竜憲 |
| 第2話  | 4月14日 | 主従逆転!偽りの幸せ    | 佐藤竜憲 |
| 第3話  | 4月21日 | 嘘だらけの人生         | 進藤丈広 |
| 第4話  | 4月28日 | 束の間の有頂天         | 進藤丈広 |
| 第5話  | 5月05日 | 追い込まれた妻たち     | 進藤丈広 |
| 第6話  | 5月12日 | 友情決裂               | 佐藤竜憲 |
| 第7話  | 5月19日 | 過去の秘密と絆         | 佐藤竜憲 |
| 第8話  | 5月26日 | 私たちの正体           | 柿原利幸 |
| 第9話  | 6月02日 | 裏切りの協奏曲         | 柿原利幸 |
| 第10話 | 6月09日 | 夫との再会             | 進藤丈広 |
| 第11話 | 6月16日 | 曖昧な赤い糸           | 佐藤竜憲 |
| 最終話 | 6月23日 | 運命の人               | 佐藤竜憲 |

### 放送局
| 放送期間               | 放送時間           | 放送局         | 対象地域       | 備考     |
| ---------------------- | ------------------ | -------------- | -------------- | -------- |
| 2025年4月7日 - 6月23日 | 月曜 23:06 - 23:55 | テレビ東京     | 関東広域圏     | 製作局   |
|                        |                    | テレビ大阪     | 大阪府         |          |
|                        |                    | テレビ愛知     | 愛知県         |          |
|                        |                    | テレビせとうち | 岡山県・香川県 |          |
|                        |                    | テレビ北海道   | 北海道         |          |
|                        |                    | TVQ九州放送    | 福岡県         |          |
|                        |                    | びわ湖放送     | 滋賀県         | [ 注 2 ] |

### ネット配信
| 配信開始月 | 配信サイト     | 配信料金     | 備考       |
| ---------- | -------------- | ------------ | ---------- |
| 2025年4月  | ネットもテレ東 | 広告付き無料 | 見逃し配信 |
| 2025年4月  | TVer           | 広告付き無料 | 見逃し配信 |
| 2025年4月  | U-NEXT         | 定額制有料   | 見放題配信 |
| 2025年4月  | Lemino         | 定額制有料   | 見放題配信 |

| テレビ東京系 ドラマプレミア23                             | テレビ東京系 ドラマプレミア23                     | テレビ東京系 ドラマプレミア23           |
| 前番組                                                    | 番組名                                            | 次番組                                  |
| --------------------------------------------------------- | ------------------------------------------------- | --------------------------------------- |
| 財閥復讐〜兄嫁になった元嫁へ〜 （2025年1月6日 - 3月10日） | 夫よ、死んでくれないか （2025年4月7日 - 6月23日） | レプリカ 元妻の復讐 （2025年7月7日 - ） |

### 書誌出典
1. ↑  “夫よ、死んでくれないか”. 双葉社. 2025年3月5日閲覧。
2. ↑  “夫よ、死んでくれないか”. 双葉社. 2025年3月12日閲覧。
3. ↑  “コミック版 夫よ、死んでくれないか”. 双葉社. 2025年7月14日閲覧。